# Matthew Pinsent
Matthew Pinsent, född den 10 oktober 1970 i Holt, Norfolk i Storbritannien, är en brittisk roddare.
Han tog OS-guld i fyra utan styrman i samband med de olympiska roddtävlingarna 2004 i Aten.